# Busseronne
Busseronne ((fransk), bourgeron for 'arbejdsbluse') er oprindelig en matrostrøje, som anvendes til udendørs arbejde. Busseronnen har kun en snæver halsåbning, så iførelse af trøjen skal ske ved at trække busseronnen ned over hovedet ligesom en anorak.
En busseronne er typisk lavet af blåt lærred og kan ofte snøres til i halsen.